# Río Ramos

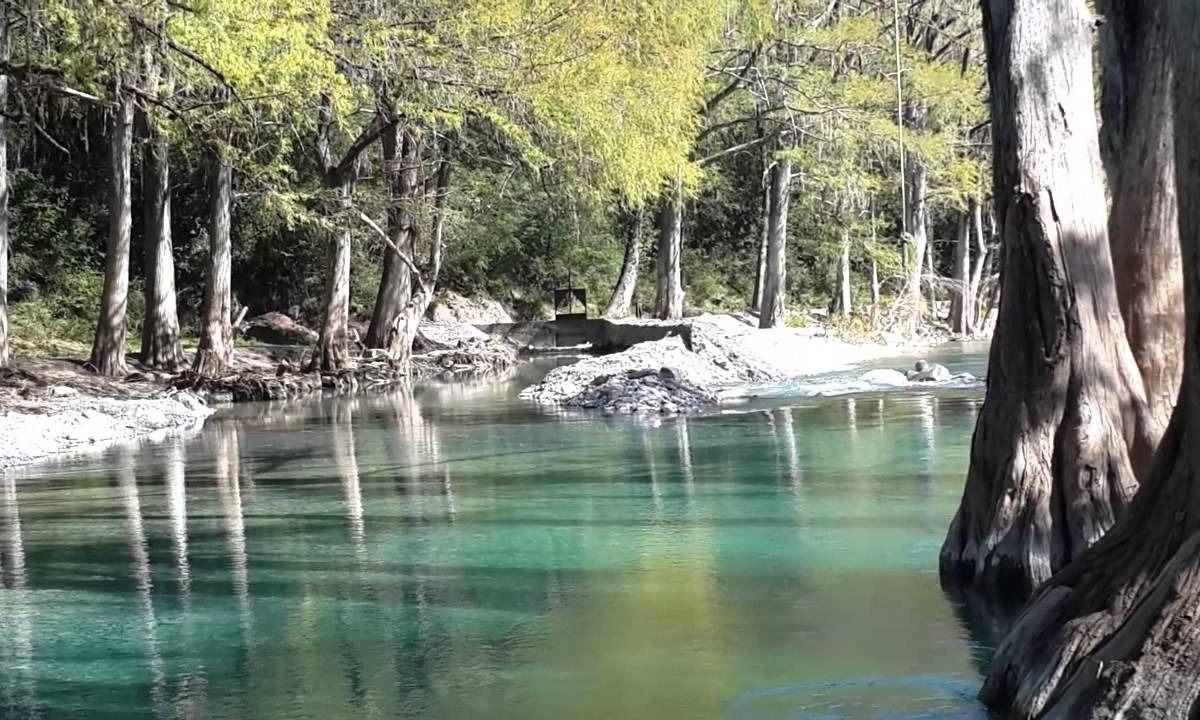
Río Ramos en allende de Nuevo León

El Río Ramos es un río que se encuentra en el Municipio de Allende, Nuevo León. Inicia en la Sierra Madre Oriental y es parte importante del Parque Nacional Cumbres de Monterrey.
Este río desemboca en el Río San Juan, que a su vez también desemboca en el Río Bravo. Tiene una longitud aproximada de 80 kilómetros. Es muy importante debido a la ganancia agrícola que este proporciona y por la energía hidráulica. Su causa atraviesa los municipios de Montemorelos, Rayones, Linares y Hualahuises.
Lamentablemente ha sufrido problemas de contaminación en el pasado por acontecimientos humanos generando aguas residuales y el sobreuso de la agricultura intensiva de la zona. Por este motivo se implementarán en él algunas medidas de prevención y mejorar la calidad del agua.
La temperatura de este río rodea los 12 - 20 °C, esto dependiendo de la época del año.
Aparte el Río Ramos ha tenido lugar a grandes acontecimientos del pasado, que han aportado a comunidades que habitan en ese sector por el transporte, la pesca y aportación de riego de cultivos.
Podemos encontrar en este paraje natural diversas atracciones para fomentar el turismo(Formando en él cañones, cascadas, etc; tales como: la Cola de caballo, Presa de la Bocá, el Parque Ecológico la Estanzuela y la cueva de los murciélagos), actividades acuáticas (pesca, rafting y el kayak) y sitios arquitectónicos (Hacienda de San Francisco de Vivero). Actualmente se está conformando un proyecto para promover el turismo llamado “Ruta de la montaña”.

## Vegetal[7]
- Sabinos
- Álamos
- Sauces
- Helechos

## Fauna[8]
- Mojarras
- Tortugas de agua
- Garzas
- Peces: bagre, la carpa, el mojarra y el huachinango